# Nová hospoda (Lékařova Lhota)
Nová hospoda je zájezdní hostinec, který stojí na křižovatce silnic I/20 z Českých Budějovic na Vodňany a II/122 z Netolic na Dívčice, v blízkosti Lékařovy Lhoty. Vystavěn byl v roce 1812 a jako hostinec slouží do současnosti. Původní název měl U turecké hlavy. Tento název byl pravděpodobně odvozen od znaku Schwarzenbergů umístěného v průčelí. Do současné doby se dochovala bez větších úprav.
Jedná se o čtyřkřídlou přízemní budovu, ve které se nacházel šenk, ubytovací prostory, stáje a vozovny.